# Kuresa Nasau
Kuresa Nasau is een Tokelaus politicus. Nasau is afkomstig van het atol Atafu en was zevenmaal premier van Tokelau (Ulu-o-Tokelau), een functie die hij telkens bekleedde in combinatie met die van faipule van zijn eigen atol — de Tokelause premier wordt aangeduid via een rotatiesysteem tussen de verschillende faipule. 

## Politieke loopbaan
Nasau was van 1992 tot februari 1993 de eerste premier in de Tokelause geschiedenis. Daarna bekleedde hij de functie nog verschillende keren: van februari 1995 tot februari 1996, van februari 1998 tot februari 1999, van februari 2001 tot februari 2002, van februari 2007 tot februari 2008, van februari 2010 tot februari 2011 en van februari 2014 tot februari 2015. Tijdens zijn laatste ambtstermijn als faipule van 2008 tot 2011 was Nasau minister van Economische Ontwikkeling, Natuurlijke Hulpbronnen en Milieu en Onderwijs — portefeuilles die hij tijdens zijn periode op het hoogste niveau dus combineerde met die van het premierschap. Ex officio was hij al minister van Buitenlandse Zaken, minister voor het Tokelaus Parlement en Kabinet, minister van Jeugd, Sport, Cultuur en Vrouwenzaken, minister van Nationale Publieke Dienstverlening, minister van Justitie en minister van Uitzendingen (i.c. radio).
In februari 2011 werd Nasau opgevolgd door zijn collega-minister Foua Toloa, faipule van Fakaofo. Nasau verdween uit de nationale politiek, maar was tussen 2014 en 2015 opnieuw premier. Bij de verkiezingen van 2017 verloor hij zijn zetel in het parlement.

### Kabinet 2010-2011
- Foua Toloa (Fakaofo) — minister van Financiën, Openbare Voorzieningen en Transport
- Pio Tuia (Nukunonu) — minister van Volksgezondheid en Ondersteunende Diensten